# Chevy Chase
Cornelius Crane Chase, beter bekend als Chevy Chase (Woodstock (New York), 8 oktober 1943) is een Amerikaans komiek, schrijver en televisie- en filmacteur.

## Biografie

### Saturday Night Live
Chase begon zijn carrière als schrijver voor het tijdschrift MAD en het televisieprogramma Channel One. Hij werd beroemd als lid van de cast van het sketchprogramma Saturday Night Live. Na zijn vertrek in het tweede seizoen heeft hij de show nog meerdere malen gepresenteerd als gastpresentator. Dit ging echter meerdere malen gepaard met incidenten, zo beledigde hij in 1985 zijn homoseksuele collega Terry Sweeney. Tijdens de voorbereiding van het programma van 15 februari 1997 plaatste Chase diverse beledigingen aan het adres van verschillende leden van Saturday Night Live en dat leidde ertoe dat hij voor eeuwig verbannen werd om de show te presenteren. Hij was wel betrokken bij de speciale uitzending bij het 25-jarig jubileum van de show in 1999.

## Filmografie
- A Christmas in Vermont (2016) - Preston Bullock
- Vacation (2015) - Clark Griswold
- Community (2009-2014) - Pierce Hawthorne, 84 afleveringen
- Hot tub time machine (2010) - repairer
- Jack and the Beanstalk (2010) - General Antipode
- Chuck (2009) - Theodore "Ted" Roark, 3 afleveringen
- Not Another Not Another Movie (2009) - Max Storm
- Stay Cool (2009) - Principal Marshall
- Cutlass (2007) - Stan
- Law & Order - Mitch Carroll (Afl., In Vino Veritas, 2006) (TV)
- The Secret Policeman's Ball (televisiefilm, 2006) - General Nuisance
- Zoom (2006) - Dr. Grant
- Funny Money (2006) - Henry
- Doogal (2006) - Train (Stem)
- Goose on the Loose (2006) - Congreve Maddox
- Ellie Parker (2005) - Dennis Swartzbaum
- Saturday Night Live: The Best of John Belushi (televisiefilm, 2005) - Many
- The Karate Dog (2004) - Cho-Cho (Stem)
- Our Italian Husband (2004) - Paul Parmesan
- Bad Meat (2003) - Congressman Bernard P. Greely
- Orange County (2002) - Principal Harbert
- Vacuums (2002) - Mr. Punch
- America's Most Terrible Things (televisiefilm, 2002) - Andy Potts
- Saturday Night Live Verschillende rollen (34 afl., 1975-1977, 1996, 2001)
- Ellie Parker (2001) - Dennis
- Pete's a Pizza (2001) - Verteller (Stem)
- Snow Day (2000) - Tom Brandston
- The One Arm Bandit (2000) - Cop and second man with briefcase
- Dirty Work (1998) - Dr. Farthing
- Vegas Vacation (1997) - Clark Griswold
- The Nanny televisieserie - Zichzelf (Afl., A Decent Proposal, 1997)
- Man of the House (1995) - Jack Sturgess (Squatting Dog)
- Cops and Robbersons (1994) - Norman Robberson
- Last Action Hero (1993) - Cameo-optreden
- Hero (1992) - Deke, Channel 4 News Director (Niet op aftiteling)
- Memoirs of an Invisible Man (1992) - Nick Halloway
- Nothing But Trouble (1991) - Chris Thorne
- L.A. Story (1991) - Carlo Cristopher (Niet op aftiteling)
- The Dave Thomas Comedy Show televisieserie - Rol onbekend (Episode 1.3, 1990)
- National Lampoon's Christmas Vacation (1989) - Clark Griswold
- Fletch Lives (1989) - Irwin 'Fletch' Fletcher
- Caddyshack II (1989) - Ty Webb
- Funny Farm (1988) - Andy Farmer
- The Couch Trip (1988) - Condom Father
- Will Rogers: Look Back in Laughter (televisiefilm, 1987) - Rol onbekend
- ¡Three Amigos! (1986) - Dusty Bottoms
- Paul Simon - "You Can Call Me Al" (videoclip, 1986) - "Zanger"
- Spies Like Us (1985) - Emmett Fitz-Hume
- Sesame Street Presents: Follow That Bird (1985) - Newscaster
- National Lampoon's European Vacation (1985) - Clark Griswold
- Fletch (1985) - Irwin 'Fletch' Fletcher
- Deal of the Century (1983) - Eddie Muntz
- National Lampoon's Vacation (1983) - Clark Griswold
- Modern Problems (1981) - Max Fielder
- Under the Rainbow (1981) - Bruce Thorpe
- Seems Like Old Times (1980) - Nicholas 'Nick' J. Gardenia
- Caddyshack (1980) - Ty Webb
- Oh Heavenly Dog (1980) - Browning
- Foul Play (1978) - Tony Carlson
- The Groove Tube (1974) - The Fingers/Geritan/Four Leaf Clover
- Lemmings (Video, 1973) - Verschillende rollen
- The Great American Dream Machine televisieserie - Rol onbekend (1971-1972)
- Walk...Don't Walk (1968) - Voetganger

### Trivia
- Chevy Chase figureerde als 'zanger' in de videoclip van Paul Simons hit "You Can Call Me Al".
- In 2007 verscheen bij Virgin Books een biografie van Chevy Chase.